# Пертская обсерватория
Пертская обсерватория — астрономическая обсерватория, основанная в 1900 году на горе Элиза, около города Перт, штат Западная Австралия, Австралия.

## Руководители обсерватории
- 1896—1912 — en:William Ernest Cooke
- 1912 — ? — Harold Curlewis

## История обсерватории
Место будущей обсерватории выбирал Charles Todd. Строительство обсерватории началось в 1896 году, а официальное открытие в 1900 году произвел Джон Форрест — первый премьер-министр штата Западная Австралия. Обсерватория располагалась на горе Элиза с видом на город Перт. Основными задачами обсерватории являлись служба времени и метеорологические наблюдения.
В 1960-х годах из-за возросшей городской засветки было принято решение о переносе обсерватории в новое более темное место. Так была создана новая обсерватория в Бикли, недалеко от горного хребта Дарлинг. Строительство стоимостью в 600 000$ было окончено в 1966 году. Обсерватория принимает участие в программе отслеживания околоземных астероидов (NEAT).
В конце XX века были неоднократные попытки закрытия обсерватории со стороны местного правительства, но в 2005 году обсерватория в Бикли была включена в список охраняемых объектов как старейшая обсерватория в Австралии, которая ещё работает.
У обсерватории есть 3 кода Центра малых планет: 319 «Пертская обсерватория, Пертско-Лоуэллский телескоп», 322 «Пертская обсерватория, Бикли-MCT» и 323 «Пертская обсерватория, Бикли».

## Инструменты обсерватории
- Хронометр
- Меридианный круг
- 1-метровый телескоп[1]
- 61-см телескоп Perth-Lowell (в Бикли)
- 41-см MEADE
- 35-см Celestron
- 31-см Calver (рефлектор) (сделан в 1910 году, отремонтирован в 1996 году)
- 30-см телескоп Шмидта — Кассегрена (Meade) с компьютерным управлением
- 28-см телескоп Шмидта — Кассегрена (Celestron)
- 25-см телескоп Шмидта — Кассегрена (Meade)
- 2 × 20-см телескоп Шмидта — Кассегрена
- 5-см солнечный телескоп (рефлектор)
- 3-см солнечный телескоп для наблюдений в линии Hα (Coronado)

## Направления исследований
- служба времени
- метеорологические наблюдения
- астрофотография с целью создания звездных каталогов
- сейсмология (1929—1953 гг)
- открытие и астрометрия астероидов

## Основные достижения
| 1806 Derice       | 13 июля 1971     |
| 1978 Patrice      | 6 июня 1971      |
| 2167 Erin         | 1 июня 1971      |
| 2382 Nonie        | 13 апреля 1977   |
| 2993 Wendy        | 4 августа 1970   |
| 2994 Flynn        | 14 августа 1975  |
| 3188 Jekabsons    | 28 июля 1978     |
| 3301 Jansje       | 6 февраля 1978   |
| 3422 Reid         | 28 июля 1978     |
| 3541 Graham       | 18 июня 1984     |
| 3731 Hancock      | 20 февраля 1984  |
| 3764 Holmesacourt | 10 октября 1980  |
| 4362 Carlisle     | 1 августа 1978   |
| 4469 Utting       | 1 августа 1978   |
| 4620 Bickley      | 28 июля 1978     |
| 4987 Flamsteed    | 20 марта 1980    |
| 5542 Moffatt      | 6 августа 1978   |
| 5840 Raybrown     | 28 июля 1978     |
| 7110 Johnpearse   | 7 декабря 1983   |
| (8138) 1980 FF12  | 20 марта 1980    |
| (9264) 1978 OQ    | 28 июля 1978     |
| (9928) 1981 WE9   | 16 ноября 1981   |
| (10268) 1979 HW6  | 26 апреля 1979   |
| (11472) 1981 SE9  | 24 сентября 1981 |
| (12194) 1979 KO1  | 24 мая 1979      |
| (12216) 1981 WF9  | 16 ноября 1981   |
| (14337) 1981 WJ9  | 16 ноября 1981   |
| (19616) 1999 OS3  | 24 июля 1999     |
| (34997) 1978 OP   | 28 июля 1978     |

- Участие в проекте Боннское обозрение (склонения от −32° до −40°)
- Открыто 29 астероидов с 1970 по 1999 года[2]
- 7686 астрометрических измерений опубликовано с 1968 по 1999 года[3]
- Участие в проекте en:Probing Lensing Anomalies Network

## Интересные факты
- Данная обсерватория является самой старой из действующих обсерваторий на Австралийском континенте.